# Amtsgericht Ravensburg

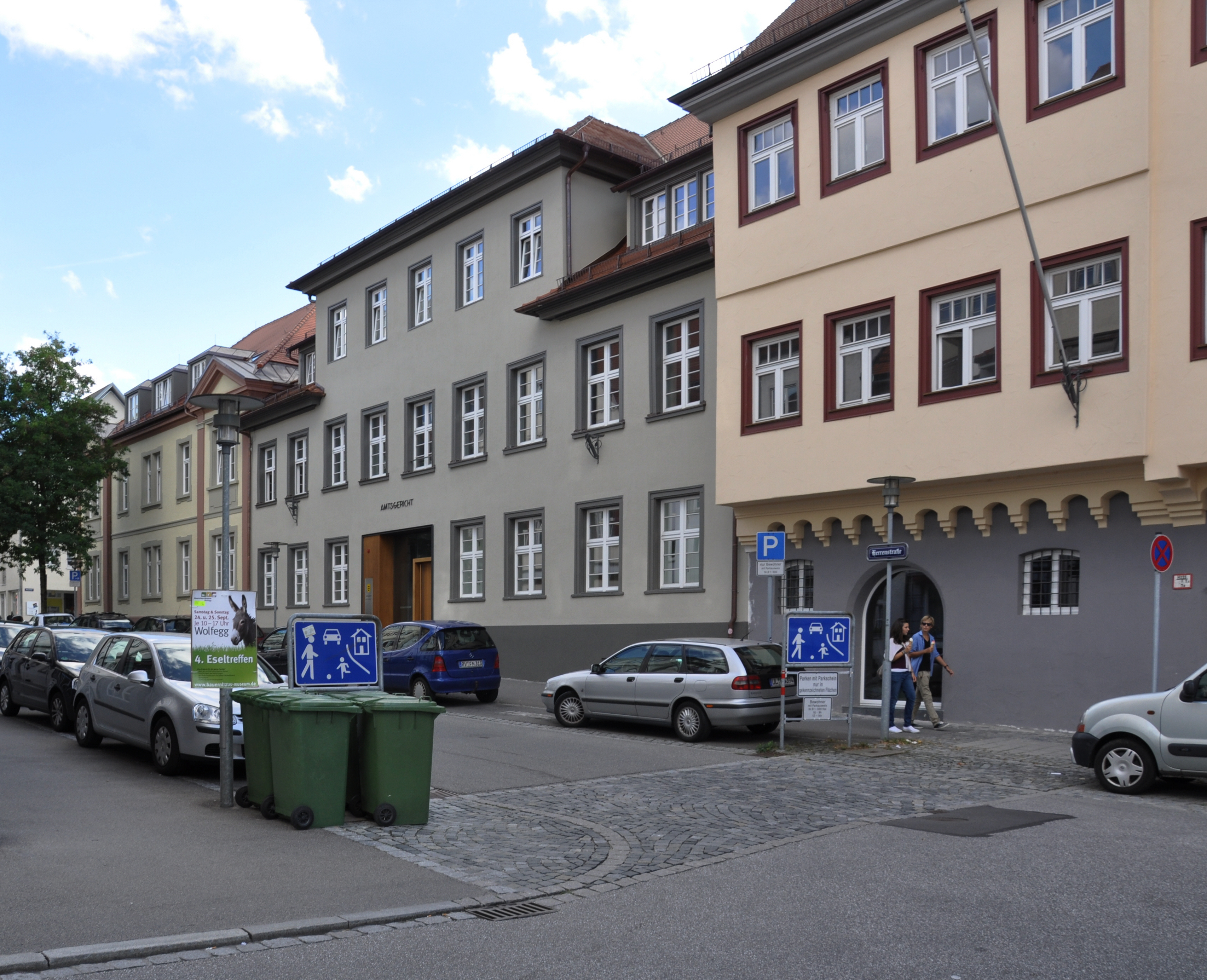
Amtsgericht Ravensburg, in der Mitte das Haus Herrenstraße 42 mit dem Haupteingang

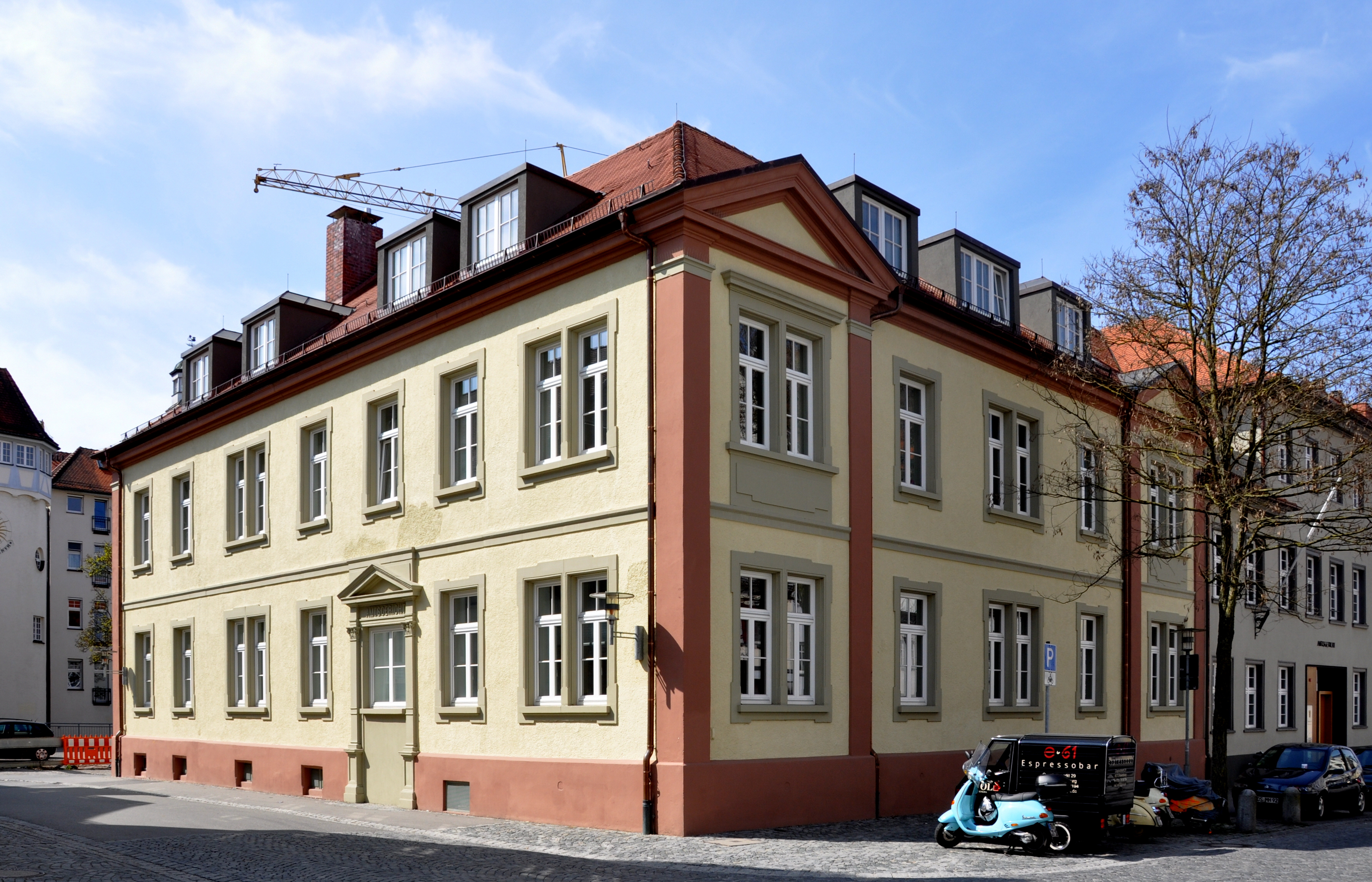
Amtsgericht Ravensburg, Haus Herrenstraße 44 (Anbau aus den 1870er Jahren)

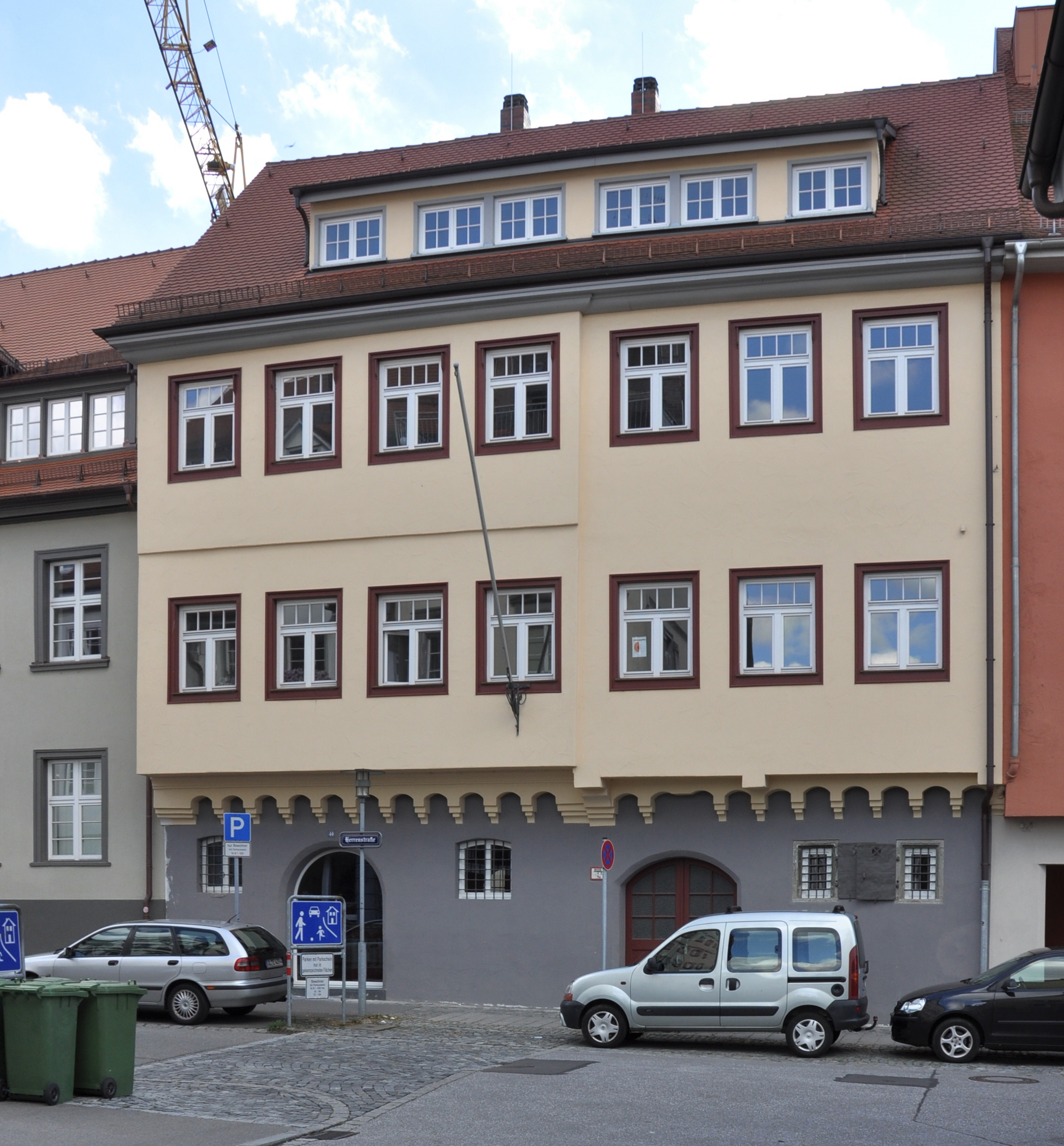
Amtsgericht Ravensburg, Haus Herrenstraße 40

Das Amtsgericht Ravensburg ist eines von 108 Amtsgerichten in Baden-Württemberg. Es ist ein Gericht der ordentlichen Gerichtsbarkeit.

## Amtsgerichtsbezirk
Der Gerichtsbezirk des Amtsgerichts Ravensburg umfasst den westlichen Teil des gleichnamigen Landkreises mit den Städten und Gemeinden Altshausen, Baienfurt, Baindt, Berg, Bodnegg, Boms, Ebenweiler, Ebersbach-Musbach, Eichstegen, Fleischwangen, Fronreute, Grünkraut, Guggenhausen, Horgenzell, Hoßkirch, Königseggwald, Ravensburg, Riedhausen, Schlier, Unterwaldhausen, Vogt, Waldburg, Weingarten, Wilhelmsdorf, Wolfegg und Wolpertswende und einer Bevölkerungszahl von rund 133.000 Personen.

## Gerichtsgebäude
Die Gebäude des Amtsgerichts befinden sich in der Herrenstraße 40–44.

## Zuständigkeit und Aufgaben
Das Amtsgericht ist erstinstanzliches Zivil-, Familien- und Strafgericht. Beim Amtsgericht wird außerdem das Vereins- und Güterrechtsregister geführt. Das Handelsregister und das Vereinsregister befinden sich beim Amtsgericht Ulm. Als Vollstreckungsgericht ist das Amtsgericht Ravensburg zuständig für alle Vollstreckungssachen, bei denen der Schuldner seinen Wohnsitz im Gerichtsbezirk hat.
In den Zuständigkeitsbereich des Amtsgerichts fallen folgende Tätigkeiten: Zivilsachen, Familiensachen, Strafsachen, Bußgeldverfahren, Adoptionen, Bereitschaftsdienst, Betreuungen, Gerichtsvollzieher, Gerichtszahlstelle, Hinterlegungen, Insolvenzen, Landwirtschaftssachen, Rechtsantragstelle, Schuldnerverzeichnis, Unterbringung, Verschollenheitssachen, Vormundschaftssachen, Wohnungseigentum, Zwangsversteigerung und Zwangsvollstreckung.
Zudem gehören 8 Gerichtsvollzieher zum Amtsgericht.

## Vereinsregister
Das früher im Amtsgericht Ravensburg geführte Vereinsregister ist im Rahmen von Zusammenlegungen an das knapp 90 km entfernte Amtsgericht Ulm abgegeben worden. Einsicht in Vereinssatzungen ist somit in Ravensburg nicht mehr möglich. Die Einsichtnahme soll über Gemeinsames Registerportal der Länder erfolgen. Ist das betreffende Register schon digitalisiert, so ist in den Geschäftsstellen eine kostenlose Einsicht möglich. Die (kostenpflichtigen) Anfragen können über das Internet erfolgen. Um die anfallenden Gebühren zu begleichen, ist eine Registrierung im Gemeinsamen Registerportal unter Registrieren notwendig, was eine Anfrage am Ende nicht wirklich erleichtert und vor allen Dingen für ältere Mitbürger eine nicht zu unterschätzende Hürde darstellt.

## Übergeordnete Gerichte
Im Instanzenzug übergeordnet sind dem Amtsgericht Ravensburg das Landgericht Ravensburg, das Oberlandesgericht Stuttgart und der Bundesgerichtshof.

## Leitung
Derzeitiger Direktor des Amtsgerichts ist Matthias Grewe.